# 奇多

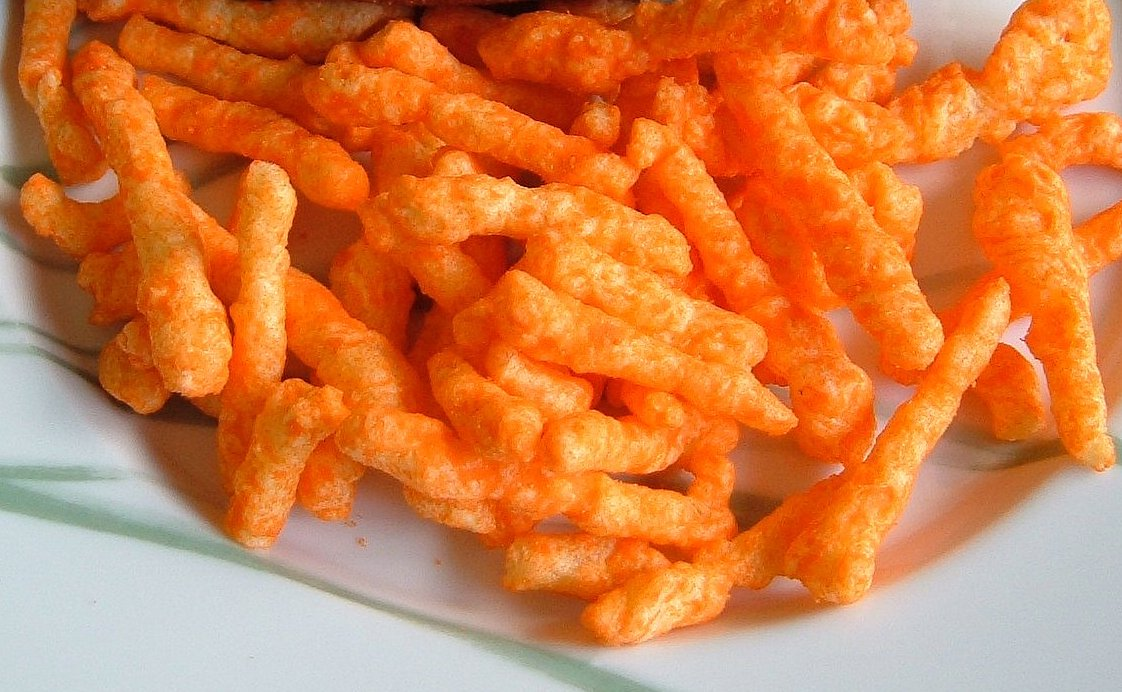
一堆奇多

奇多（英語：Cheetos）是百事公司子公司乐事生产的膨化食品（台灣地區舊名為芝多司），是一种芝士口味的膨化玉米粉制成的零食，奇多的促销方式也衍生出了奇多吉祥物、奇多圈游戏等文化现象。

## 生产
奇多的生产主要由玉米和水混合后加热，再由模具挤压成型，接触空气后由于内含的水蒸气使其体积增大，最终形成了条状的零食。传统的奇多酥脆条是油炸式的。粟米条、圈圈脆、爪型脆、长条脆、球形脆和旋型脆等衍生品种则为烘干式的。
菲多利公司通过添加调味料，也开发出一些其他风味的奇多食品。包括使用猪肉中的酶、草本植物、奶酪以及其他添加剂。菲多利公司的网站宣称，他们使用猪肉中的酶做配料以提升部分膨化类产品的「特殊口感」，而含有猪肉提取酶配方的奇多系列不能供穆斯林人和犹太人食用。

## 奇多吉祥物
奇多的吉祥物是一个拟人化的卡通老虎卡士達老虎。奇多豹切斯特雄豹以拟人化的形象于1983年首次出现在电视广告中，随着奇多豹的诞生，这只淘气、声音圆滑的猎豹出现在了更多的商业广告中，最终成为了奇多产品的官方吉祥物。1980年代和1990年代早期，奇多豹使用口号「It ain't easy bein' cheesy」，1996年口号变成了「Dangerously cheesy!」。2000年代，当奇多豹还依然以旧形象出现在其他国家之时，美国本土已将奇多豹进行了电脑化的设计包装。
两部奇多豹电子游戏奇多豹: Wild Wild Quest和奇多豹: Too Cool to Fool，于1990年代以家庭电子游戏机形式投入市场，分别出现在世嘉公司和超级任天堂游戏中。2006年，奇多将市场目标锁定在了成年人中。迎合这一变化，奇多豹开始操一口美国中大西洋英语，鼓励人们使用奇多产品「采取报复行动」或解决问题。
在推出奇多豹（切斯特雄豹）之前，奇多的吉祥物是一只叫奇多鼠（cheetos mouse）的老鼠，设计发布于1971年。奇多鼠的口号是「Hail Chee-sar!」，但在顾客购买力有所下降后，该吉祥物即遭弃用。

## 产品营销
百事公司始终将包装内附送小礼品的促销方式用于奇多产品中，包括闪卡、贴纸以及奇多圈。奇多圈是一种源于奇多食品并广泛流行于全球的时尚玩意，以世界名勝為主題，也属于收藏范畴，如今最热门的为爆丸主题的收集。 